# Кент Карлссон (футболіст)
Кент Ка́рлссон (швед. Kent Karlsson, нар. 25 листопада 1945, Арбога) — шведський футболіст, що грав на позиції захисника. По завершенні ігрової кар'єри — футбольний тренер. Найкращий шведський футболіст 1975 року.
Як гравець насамперед відомий виступами за клуб «Отвідабергс ФФ», а також національну збірну Швеції.

## Клубна кар'єра
У дорослому футболі дебютував 1963 року виступами за команду клубу «Ескільстуна», в якій провів три сезони.
Своєю грою за цю команду привернув увагу представників тренерського штабу клубу «Отвідабергс ФФ», до складу якого приєднався 1967 року. Відіграв за команду з Отвідаберга наступні дев'ять сезонів своєї ігрової кар'єри. Більшість часу, проведеного у складі «Отвідабергса», був основним гравцем захисту команди.
Завершив професійну ігрову кар'єру в «Ескільстуні», у складі якої починав виступати на футбольному полі. Прийшов до команди 1977 року, захищав її кольори до припинення виступів на професійному рівні у 1980.

## Виступи за збірну
1973 року дебютував в офіційних матчах у складі національної збірної Швеції. Протягом кар'єри у національній команді, яка тривала 5 років, провів у формі головної команди країни 38 матчів.
У складі збірної був учасником чемпіонату світу 1974 року у ФРН, а також чемпіонату світу 1978 року в Аргентині.

## Кар'єра тренера
Розпочав тренерську кар'єру відразу ж по завершенні кар'єри гравця, 1980 року, очоливши тренерський штаб клубу «Браге».
Надалі очолював команди низки скандинавських клубів — норвезьких «Брюне» та «Конгсвінгера»; данських «Люнгбю» та «Копенгагена»; а також шведських «Норрчепінга», «Еребру» та «Слейпнера».
Наразі останнім місцем тренерської роботи був шведських «Отвідабергс ФФ», команду якого Кент Карлссон очолював як головний тренер до 2007 року.

## Титули і досягнення
- Найкращий шведський футболіст року (1):

1975